# 토니 슈니치
토니 슈니치(Toni Šunjić, 1988년 12월 15일, 모스타르 ~)는 보스니아의 축구 선수로, 현재 보스니아 헤르체고비나 프리미어리그의 즈린스키 모스타르에서 활약하고 있다.

## 클럽 경력
슈니치는 보스니아 헤르체고비나 프리미어리그의 즈린스키 모스타르에서 프로 데뷔를 하였다. 2012년, 그는 우크라이나 클럽 조랴 루한스크로 이적하였다. 2014년 7월 9일, 그는 러시아 클럽 쿠반 크라스노다르와 3년 계약을 체결하였다.

## 국가대표팀 경력
슈니치는 2012년 8월 15일, 야넬리에서 열린 웨일스와의 친선경기 후반전에 교체되어 들어가면서 보스니아 헤르체고비나 국제경기 데뷔전을 치르었다.
2014년 6월, 그는 2014년 FIFA 월드컵에 참가하게 될 보스니아 헤르체고비나의 최종 엔트리에 포함되었고, 나이지리아전과 이란전, 두 경기에 출전하였다.